# Canthidermis
Canthidermis là một chi cá biển thuộc họ Cá bò da. Chi này được lập ra vào năm 1839 bởi William John Swainson.

## Từ nguyên
Tính từ định danh canthidermis được ghép bởi hai âm tiết trong tiếng Hy Lạp cổ đại: ákantha (ἄκανθα, "gai") và dérma (δέρμα, "da"), hàm ý đề cập đến các gai nhỏ bao phủ toàn thân loài điển hình, cùng với những gai lớn hơn ở đuôi.

## Các loài
Tính đến hiện tại, 3 loài dưới đây chắc chắn là những loài hợp lệ trong chi Canthidermis, bao gồm:
- Canthidermis macrolepis (Boulenger, 1888)
- Canthidermis maculata (Bloch, 1786)
- Canthidermis sufflamen (Mitchill, 1815)

## Phân loại học
Theo Matsunuma và cộng sự (2020), tính hợp lệ của một số loài trong chi Canthidermis chưa được làm rõ. Trong danh sách các loài cá bò da của Parenti (2021), chi này bao gồm đến 4 loài, tính thêm C. rotundata. Nhưng theo Mundy (2005) trước đó thì C. rotundata (được viết là C. rotundatus) tính hợp lệ của loài này còn đang nghi vấn. Sahayak và cộng sự (2014) thì xếp cả C. rotundatus và C. willughbeii là danh pháp đồng nghĩa của C. maculata. Đối với C. willughbeii thì Parenti (2021) công nhận là loài hợp lệ nhưng chuyển sang chi Balistes.

## Phân bố
C. sufflamen có phân bố rộng rãi ở Đại Tây Dương, C. maculata thì được tìm thấy trên khắp các vùng biển nhiệt đới và ôn đới toàn cầu, còn C. macrolepis có phân bố không liên tục ở Ấn Độ Dương - Thái Bình Dương.